# Huatusco
Huatusco (auch Huatusco Viejo genannt) ist eine präkolumbische Ruinenstätte im mexikanischen Bundesstaat Veracruz. Ursprünglich gehörte die Stätte wahrscheinlich dem Kulturkreis der Totonaken an; in ihrer Spätzeit wurde sie von den Azteken erobert und architektonisch umgestaltet.

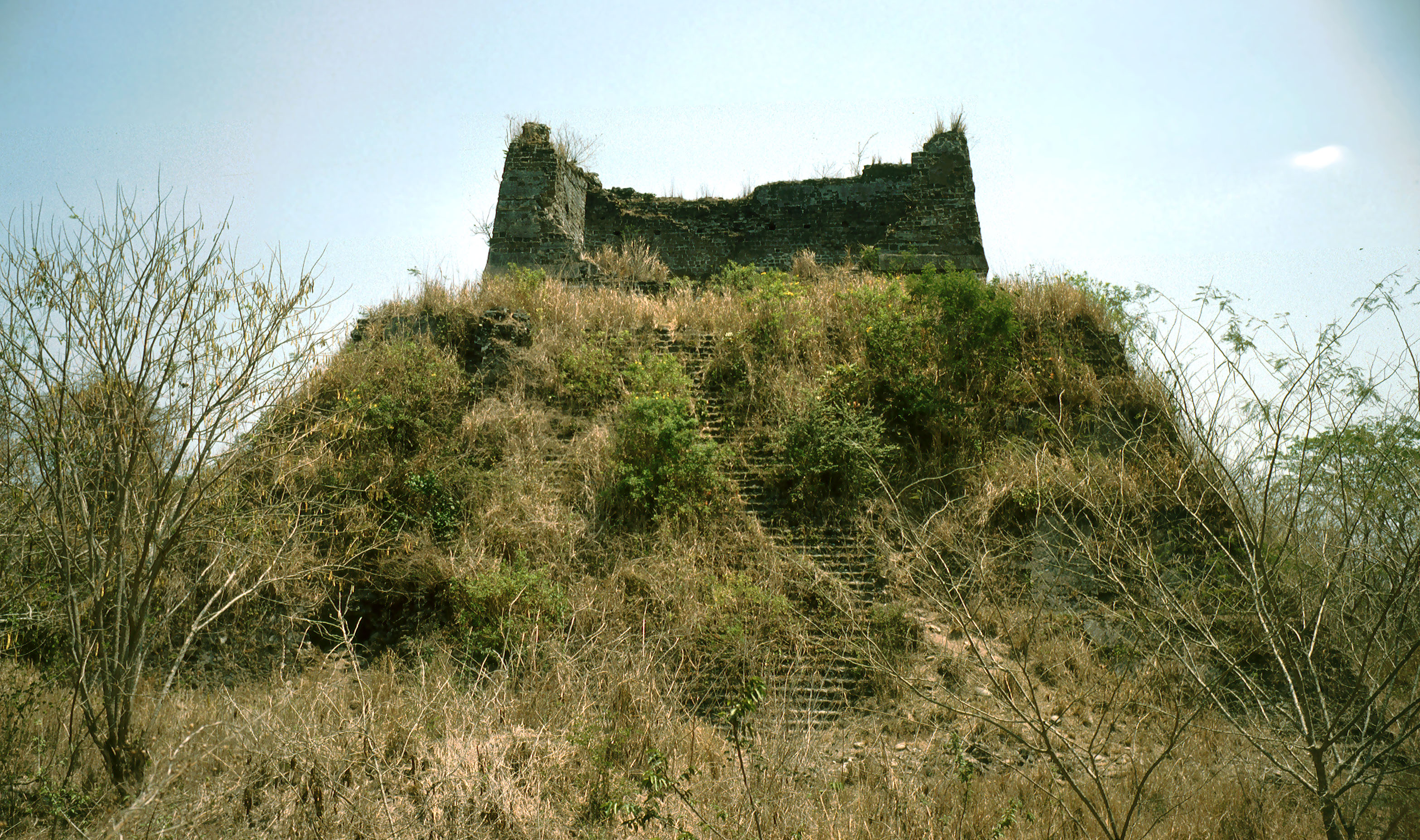
Tempelpyramide von Huatusco Viejo

## Lage
Die Ruinenstätte von Huatusco (auch Huatusco Viejo genannt) liegt nahe der kleinen, beinahe menschenleeren Ortschaft Santiago Huatusco im Municipio Carrillo Puerto auf dem nördlichen Ufer des Río Cotaxtla im Gelände des Rancho El Fortín. Die Bedeutung der Stätte besteht in einer relativ gut erhaltenen – allerdings unrestaurierten – Tempelpyramide aus der Zeit des aztekischen Reiches, auf der auch der größte Teil des eigentlichen Tempelbaues noch aufrecht steht. Die archäologische Stätte sollte nicht verwechselt werden mit der etwa 60 km nordwestlich gelegenen Provinzstadt Huatusco de Chicuellar.

## Geschichte
Der heute Santiago Huatusco genannte Ort war unter dem Namen Cuauhtochco in aztekischer Zeit Hauptort einer aztekisch-sprachigen Provinz, in der eine Garnison des aztekischen Dreibundes bestand. Im Zuge der Eroberung durch die spanischen Konquistadoren wurden diese Garnisonen erst im November 1521, nach dem Fall von Tenochtitlan von Gonzalo de Sandoval erobert. Nach einer kurzen Zeit unter dem Encomendero Francisco de Bonal wurde der Ort um 1535 in den Besitz der spanischen Krone überführt. Vor allem durch schwere Epidemien um die Mitte des 16. Jahrhunderts wurde die zuvor dichte Bevölkerung im ganzen Küstenland beinahe ausgelöscht. Mit der Gründung der Stadt Córdoba im Jahre 1618 wurden die staatlichen und kirchlichen Institutionen von Santiago Huatusco dorthin verlegt. Der Name Huatusco ging auf den weiter westlich gelegenen Ort San Antonio Huatusco über. Santiago Huatusco hat gegenwärtig um die 150 Einwohner.
Vermutlich weil – wegen der schnellen Entvölkerung – das Gebiet in der Kolonialzeit von geringem Interesse war, konnte hier eine kleine Zahl von Kultbauten der vorspanischen Zeit unbemerkt und deshalb unzerstört bleiben. Während die postklassische Pyramide von Castillo de Teayo gut bekannt ist und häufig besucht wurde, ist jene von Huatusco kaum zur Kenntnis genommen worden.

## Bauten

### Gesamtanlage

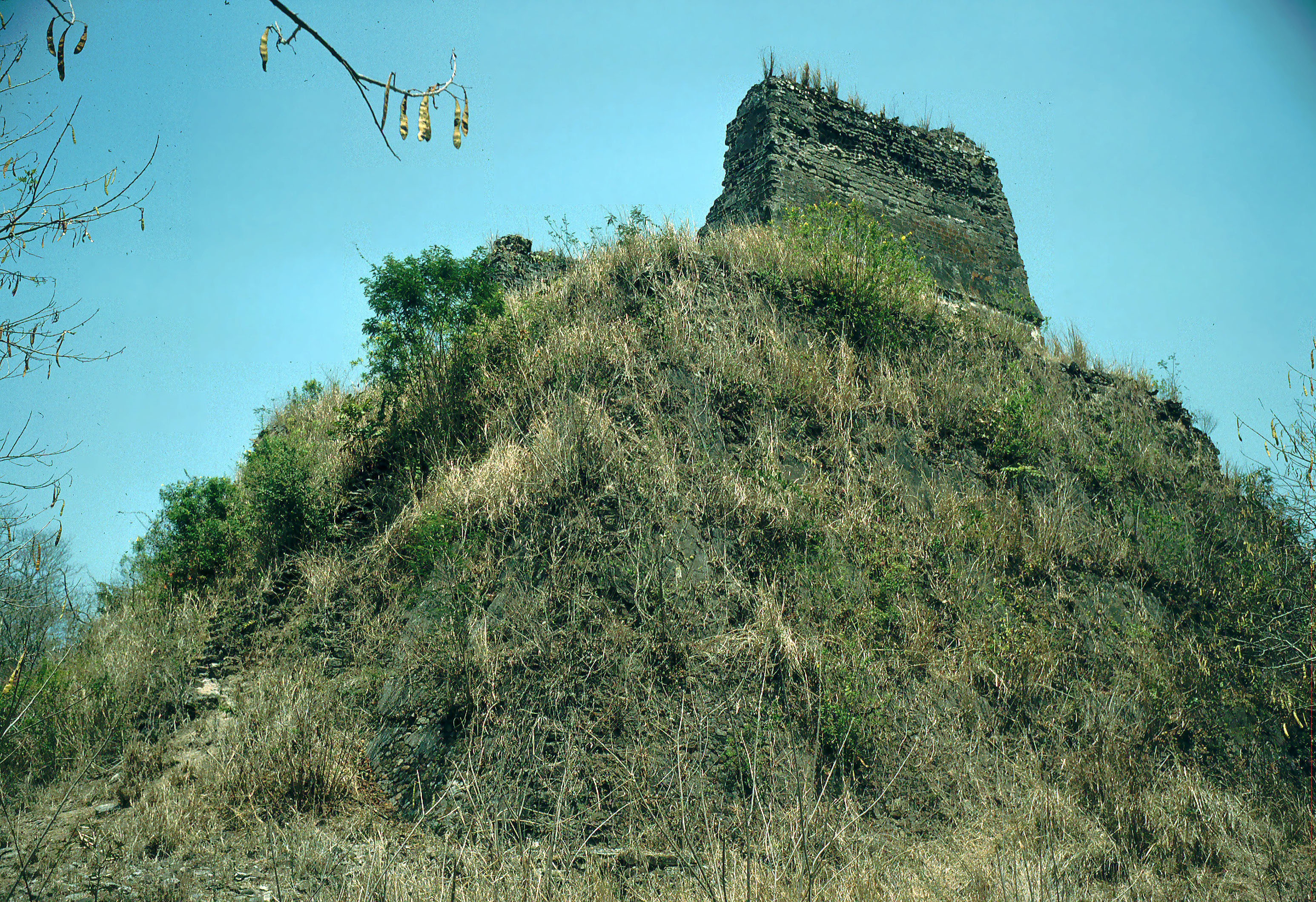
Seitenansicht der Pyramide

Die immer noch unrestaurierten Ruinen von Huatusco liegen auf einem nach Süden ausgreifenden Geländesporn mehr als 100 m über dem Bett des Río Atoyac an seinem nördlichen Ufer. Der Zugang von Süden über einen Ausläufer des Sporns ist durch ein gut erhaltenes Befestigungswerk mit mindestens zwei Mauerzügen aus runden, unbearbeiteten Flusssteinen versperrt. Die Oberfläche des Geländesporns ist durch eine Einsenkung in zwei Teile gegliedert. Im nördlicheren, größeren befinden sich mehrere stark zerstörte Bauten sowie große Terrassen.

### Pyramide
Alle Bauten werden überragt von der zentralen Pyramide, einem vierfach abgestuften Bauwerk auf niedriger Plattform, das nach Westen ausgerichtet ist. Bei diesem Bauwerk handelt es sich zweifellos um den am besten erhaltenen Tempelbau des späten Postklassikums im westlichen Mesoamerika. Eine breite, von Treppenwangen begleitete und leicht über den eigentlichen Pyramidenkörper herausragenden Treppe führt ohne Absatz zur obersten Plattform der Pyramide. Die Anzahl der Treppenstufen scheint ungefähr 52 betragen zu haben.

### Tempel
Auffällig ist vor allem das bemerkenswert große, mäßig erhaltene Tempelgebäude, dessen Außenmauern in der vollen  Höhe von 7 bis 8 m erhalten sind, während die Wand mit dem nach Westen gelegenen breiten Eingang in ihrer oberen Hälfte völlig fehlt, vermutlich weil die sie tragenden hölzernen Türbalken fehlen. Die Fassade der Außenmauern ist dreifach horizontal gegliedert: Bis in eine Höhe von ca. 2,30 m sind die Wände senkrecht; dann, über einem kleinen vorkragenden Gesims weichen die Wände leicht nach innen zurück. Über einem weiteren nur wenig vorstehenden Gesimsband folgt ein rechteckiges, fast das gesamte obere Drittel der Wand einnehmendes eingesenktes Feld, in das steinerne Zapfen, die einen sogenannten „Sternenhimmelfries“ bilden, eingelassen sind.
Ähnlich wie in Teayo war der Innenraum in Etagen gegliedert. In Huatusco lassen sich drei Deckenniveaus erkennen. Das unterste Niveau in ca. 2,50 m Höhe wurde von einer Decke aus ost-westlich verlaufenden, engliegenden Holzbalken gebildet, die in allen Wänden in einer gemauerten Nut lagen. In der Mitte der Schmalseiten des Raumes waren sie auf einem hölzernen Tragebalken aufgelegt, der tief in den Seitenwänden verankert war, aber außerdem auf aus den Seitenwänden vorspringenden gemauerten Pfeilern auflag. Wegen der Länge des Raumes muss angenommen werden, dass der Balken mindestens zweimal durch hölzerne oder gemauerte Pfeiler unterstützt war. Das zweite Niveau wurde von ebenfalls parallel zur Schmalseite des Raumes, aber in Abständen von ungefähr 1 m gelegten Holzbalken gebildet, die in die Längswand eingelassen waren. Reste dieser Balken sind in den Maueröffnungen noch zahlreich erhalten. Auch hier gab es einen Querbalken, der von der Mitte der nördlichen zur südöstlichen Schmalseite verlief. Das dritte Niveau bestand wiederum aus einer Konstruktion aus vermutlich eng gelegten Holzbalken. Anzeichen von Querbalken sind nicht (mehr) vorhanden. Auch über diesem Niveau, das vermutlich das flache Dach aus Stuck trug, setzten sich die Seitenwände noch etwas fort, um der Dachkonstruktion seitlichen Halt zu geben. Die über dem ersten und zweiten Zwischenboden liegenden Räume hatten eine deutlich geringere Höhe als der unterste. Ob und für welchen Zweck sie genutzt wurden, oder ob sie nur der Erreichung der für den optischen Eindruck wichtigen Höhe dienten, ist ungewiss.